# Monark Newmen
Monark Newmen, född 16 maj 2013 i Kungsbacka i Hallands län, död 20 februari 2024, var en svensk varmblodig travhäst. Han tränades och kördes av Fredrik Persson.
Monark Newmen tävlade mellan oktober 2015 och maj 2022. Han tog karriärens första seger i den andra starten. Han sprang totalt in 4,8 miljoner kronor på 73 starter varav 14 segrar, 13 andraplatser och 14 tredjeplatser. Bland hans främsta meriter räknas en andraplats i Svenskt Travderby (2017) samt tredjeplatserna i Breeders' Crown (2016), Konung Gustaf V:s Pokal (2017) och Grand Prix l'UET (2017).
År 2017 var han den svenska travsäsongens nionde vinstrikaste häst och fjärde vinstrikaste fyraåring.